# Línea Barcelona-Granollers

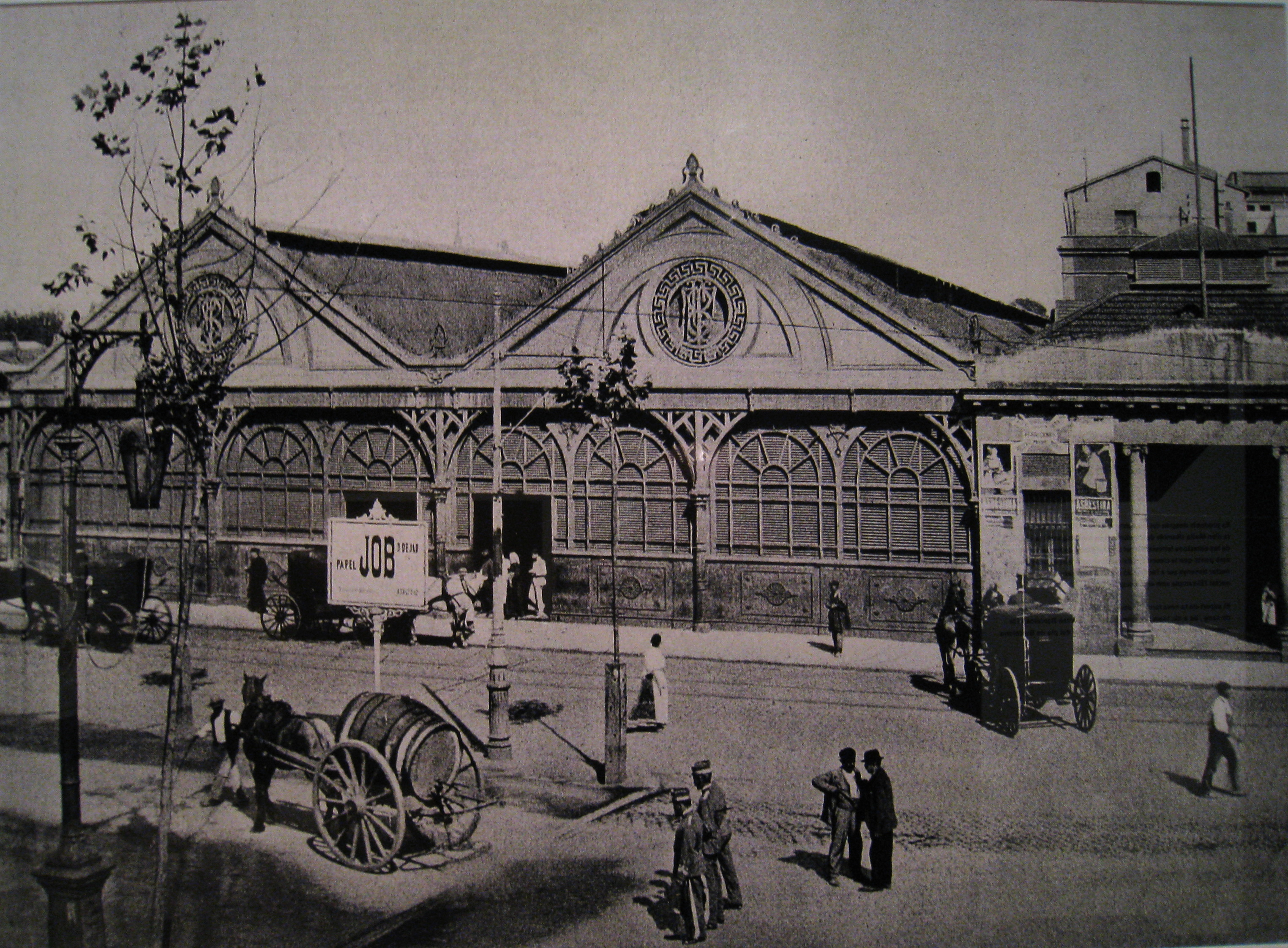
Antigua estación tèrmino de la Compañía del Camino de Hierro del Norte en Barcelona, que explotaba la línea de Barcelona a Granollers. Esta estación acabó siendo conocida como la Estación de Francia y fue derruida para construir la actual, inaugurada en 1929.

La línea de Barcelona a Granollers, inaugurada en 1854, fue la segunda línea ferroviaria de Cataluña. Fue construida por la compañía Camino de Hierro del Norte como primera sección del Ferrocarril del Norte, que debía unir Barcelona con las minas de carbón de San Juan de las Abadesas, proyecto posteriormente descartado. Actualmente forma parte de la línea Barcelona-Cerbère, de Adif.

## Historia
Se trata del segundo ferrocarril de Cataluña y el primero casi en su totalidad catalán, pues casi todo era autóctono. El proyecto de este ferrocarril recibió inicialmente, en 1844, el nombre de Camino de Hierro de la Infanta María Luisa Fernanda, al constituirse la sociedad El Veterano Cabeza de Hierro, que explotaba unas minas de carbón en San Juan de las Abadesas. El primitivo proyecto contemplaba una línea férrea entre San Juan de las Abadesas y el puerto de Rosas, mediante tracción animal. Esta obra era totalmente imposible, pues había que subir 800 m de desnivel y esto no era posible hacerlo a base de caballerías.
Paralelamente nace otro proyecto alternativo mediante tracción vapor, entre Barcelona y Camprodón por Granollers, Vich y Ripoll. Este segundo proyecto –promovido por el inglés J.B. Moore – se sustentaba en un proyecto redactado por los ingenieros M. Ross, P.B. Moore y G. Gate, con un desarrollo de 130 kilómetros de trazado, con un presupuesto de 26,7 millones de pesetas. La cuantía de las obras y ciertas leyes sobre el carácter público de los ferrocarriles, enfriaron el proyecto. No pasó de la constitución de la Gran Compañía de Fomento de la Industria Catalana.
El tercer intento de establecer este ferrocarril minero, vino de la mano del promotor ferroviario Juan Bautista Perera —un inquieto personaje, incansable promotor de proyectos ferroviarios fallidos— quien el 17 de junio de 1847, obtuvo la concesión de un ferrocarril entre Barcelona y la frontera francesa pasando por Vich, Ripoll y San Juan de las Abadesas. Esta concesión fue adquirida por la sociedad El Veterano. Vista la imposibilidad de encontrar recursos económicos suficientes en Cataluña, se suscribió un contrato de construcción con el financiero y constructor de ferrocarriles francés Paulin Talabot. Fracasó de colocación de las acciones en el mercado catalán y aparecieron las divergencias que afloraron entre la sociedad El Veterano y Joaquín Romá, propietario de los yacimientos hulleros.
La sociedad El Veterano, para evitar la suspensión de pagos, vendió sus derechos, concesiones y planos de la línea de ferrocarril, a la sociedad mercantil integrada por las empresas: Girona Hermanos, Clavé y Cía., José María Serra (socio de los Girona en el Banco de Barcelona y en el Canal de Urgel), Manuel de Lerena y, Compte y Cía.
Estas sociedades, ante la cuantía de la inversión, decidieron desarrollarla por fases, haciendo más factible el desarrollo del proyecto por su fragmentación. La pérdida de los derechos de la concesión por parte de Juan Bautista Perera, afectó a la sociedad “El Veterano” que perdió los suyos.

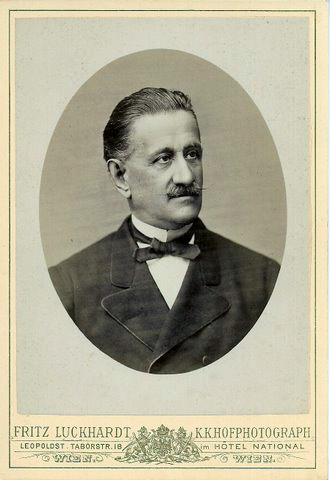
Manuel Girona i Agrafel.

El 20 de julio de 1850, la empresa de la familia Girona, Girona Hermanos, Clavé y Cía., obtuvo la concesión de la construcción y explotación de la línea de Barcelona a Granollers. A este fin, junto con otros inversores, fundó la Compañía del Camino de Hierro del Norte, a la cual Girona Hermanos, Clavé y Cía. traspasó su concesión. La escritura de constitución de la sociedad, suscrita el 10 de noviembre de 1850, ante el notario José Manuel Planas y Compte por los promotores: Manuel Girona y Agrafel, José María Serra, Francisco Fontanellas, Josep Parladé, Josep Dulcet, el Sr. Marqués de la Cuadra, Mariano Flaquer, Manuel de Lerena, Sebastián Antón Pascual, Joaquín Compte, Joaquín Martí y Codolar, Miquel Clavé, Juan Aguell y el Sr. Marqués de Alfarrás, representando a las 12.000 acciones para cubrir un capital social de 6.000.000 Pts. Durante la construcción de la línea se agotó el presupuesto y hubo que hacer una ampliación de capital, que diversificó el accionariado.
La nueva compañía estaba dirigida por Manuel Girona y Agrafel. El objetivo de la compañía no era Granollers, sino el continuar hacia Vich y de allí a Ripoll y San Juan de las Abadesas. De esta manera la línea daría fácil salida al carbón de las minas de hulla de Ogassa y Surroca. El objetivo final era proporcionar a la industria catalana, situada cerca de la costa, un carbón a más bajo precio que el que venía de fuera, principalmente de Asturias y del Reino Unido.
La compañía tuvo que enfrentarse a un cúmulo de problemas. Uno de ellos era la situación de la estación de término en Barcelona. La línea de Mataró había solventado los problemas administrativos situando la estación en la Barceloneta, fuera de la muralla. Si se quería situar la estación dentro de la ciudad había que perforar la muralla y salvar el foso. La dirección de la compañía logró encontrar una solución: instalar al estación con frente al paseo de la Aduana (ahora paseo Marqués de la Argentera), de forma perpedicular, con las 2 vías de la estación atravesando la muralla por sendos orificios, tras los cuales había el puente que salvaba el foso. Sobre los orificios había una dotación de guardia militar permanente vigilando las entradas. Esta estación estaba localizada donde está actualmente la Estación de Francia.
Otro problema fue el del ancho de vía pues todavía no estaba claro que el ancho normal español estaría en 1,670 mm, y había un proyecto de ley para que fuese de 1,551 mm. A diferencia de lo ocurrido en el ferrocarril de Barcelona a Mataró, Manuel Girona y Agrafel quiso que la compañía, siempre que fuese posible, recurriese a materiales autóctonos, y a técnicos y personal del país. Así, los planos de la línea fueron elaborados por el ingeniero Pedro de Andrés y Puigdollers, corriendo a cargo del arquitecto José Oriol Bernadet la dirección facultativa de las obras. La ejecución de los trabajos de explanación fue adjudicada al ingeniero Ildefonso Cerdá Sunyer, autor del proyecto de Ensanche de Barcelona.
En un artículo de Joan Guardia Recasens (HMG), publicado por Salvador Llobet con motivo del centenario del ferrocarril de Barcelona a Granollers, nos da los siguientes datos sobre la infraestructura:

«Los carriles no iban apoyados sobre traviesas como en la actualidad, sino sobre campanas de Greaves, con los raíles unidos por tirantes de hierro que atravesaban campanas. Las locomotoras habían sido construidas por la casa Sharp Roberts y Cía de Manchester, muy famosa en sus tiempos. Los vagones, algunos fueron importados de Inglaterra y el resto, con ruedas, ejes y muelles traídos de Gran Bretaña, se construyeron en Barcelona según los modelos ingleses.(…) Para el transporte de viajeros y mercancías hay seis locomotoras, un coche-salón, cuatro coches de 1ª clase, dieciocho de 2ª, treinta y nueve de 3ª,cuatro mixtos de 1ª y 2ª, ocho mixtos de 2ª y 3ª , cuatro de conductor y treinta y cuatro vagones de varias clases.»

Los trabajos de explanación se iniciaron en 1851. El ferrocarril llegó a Granollers en 1854, en una línea de 29 km de longitud. La explotación de la línea de Barcelona a Granollers dio beneficios desde el principio, pero menos que la línea de Barcelona a Mataró.
En la obra de Pere Pascual Domèmech, Los caminos de la era industrial. La construcción y financiación de la red catalana (1843.1898) comenta lo siguiente: 

«La construcción de esta línea fue una auténtico campo de experimentación para los ingenieros del país, y contribuyó, decisivamente, a que se asimilaran las técnicas de proyección y de organización propias de este tipo de obras públicas. La compañía de Granollers también desempeñó un papel relevante como escuela práctica para que un buen número de mecánicos catalanes adquiriese conocimientos sobre la articulación funcional del material ferroviarios. [...] El espíritu de experimentación que dominó el proceso de construcción de la línea acarreó consecuencias económicas negativas para la compañía.

Una vez puesta en explotación la línea, los Girona y sus socios dejaron el Consejo de Administración y se separaron de la sociedad. Unos y otros utilizaron la experiencia adquirida en este negocio para concentrar sus esfuerzos, a partir de 1853, en la construcción de la línea de Barcelona a Zaragoza [por Manresa].

Tal deserción comportó un cambio radical en la estrategia de la Compañia del Camino de Hierro del Norte (Granollers), puesto que el objetivo que había determinado la formación de la empresa —construir el primer eslabón de la futura línea de Barcelona a San Juan de las Abadesas— quedó totalmente al margen de las prioridades de la nueva sociedad.»

La compañía del Camino del Hierro del Norte (Barcelona-Granollers) también fabricó diversos carruajes e, incluso, una locomotora, a partir de la máquina de vapor encargada de impulsar los martinetes destinados a la clavazón de las estacas. El acuerdo para su construcción fue adoptado por la compañía en 6 de septiembre de 1853, es decir, poco más de seis meses después de que la compañía del ferrocarril de Mataró inaugurase la primera de las locomotoras construidas en España. Esta iniciativa tuvo su continuación en la Material para Ferrocarriles y Construcciones, S.A, de la familia Girona.
La nueva dirección pospuso la llegada a San Juan de las Abadesas y decidió la continuación de la línea desde Granollers hacia Gerona y hacia la frontera francesa, pues se esperaba más rendimiento de esta nueva línea.
En 1860 la línea llegaba a Maçanet-Maçanes, donde confluía con la prolongación de la línea de Barcelona a Mataró. El año 1877 llegaba a Figueras y a Port Bou el año 1878, donde enlazaba con el ferrocarril francés.
Entre 1857 y 1863 se concedieron todos los permisos para línea hasta San Juan de las Abadesas. El tren llegó a Vich en 1876 y a San Juan de las Abadesas en 1880. Las minas de Ogassa funcionaron hasta 1967 y poco después se cerró la vía entre Ripoll y San Juan de las Abadesas, hoy reconvertida en vía verde. En 1922, se inauguró el ramal de Ripoll a Puigcerdá, donde enlaza con los ferrocarriles franceses en Latour-de-Carol.